# Allotinus sabazas
Allotinus sabazas är en fjärilsart som beskrevs av Hans Fruhstorfer 1913. Allotinus sabazas ingår i släktet Allotinus och familjen juvelvingar. Inga underarter finns listade i Catalogue of Life.